# Guardiani del Cedro
I Guardiani del Cedro o dei Cedri (in arabo حراس الأرز‎?, Ḥurrās al-arz) sono stati una milizia armata libanese di estrema destra e ultra-nazionalista fondato nel 1975. In passato è stata una milizia armata attiva nella guerra civile del Libano con lo slogan "Libano, al tuo servizio". È stato fondato da Étienne Saqr assieme al Partito Libanese di Rinnovamento nei primi anni 1970.
Il partito si definisce laico, sebbene le sue posizioni ideologiche lo accostino visibilmente al maronitismo politico e al radicalismo, non solo intellettuale.

## Storia
I Guardiani del Cedro hanno iniziato a formare una milizia negli anni immediatamente precedenti l'inizio della guerra civile libanese e hanno cominciato a essere operativi militarmente dall'aprile del 1975.
Nel settembre di quell'anno, i Guardiani del Cedro emanarono il loro "Comunicato n. 1", in cui si esprimeva tutta la contrarietà allo smembramento del Libano. A esso seguì il "Comunicato n. 2", in cui si enunciava la radicale posizione anti-palestinese del partito. Nel Comunicato n. 3 è stato articolata la posizione del partito riguardo all'identità libanese, secondo cui il Libano dovrebbe dissociarsi dall'arabismo. Difatti, i Guardiani del Cedro sono profondamente ostili all'arabismo e all'identità araba del Libano, e si sono integrati nel 1976 col Fronte Libanese, che riuniva i partiti della destra cristiana libanese. Il partito ha diffuso i propri messaggi tramite graffiti a Beirut Est, tra cui slogan contro la Siria, la "Resistenza palestinese", il Panarabismo e talvolta anche con violenti toni anti-palestinesi: ad esempio "È dovere di ciascun libanese uccidere un palestinese" (in arabo على كل لبناني ان يقتل فلسطينياً‎?).
I Guardiani del Cedro, appoggiati da Israele, parteciparono alle battaglie più importanti svoltesi nei primi anni della guerra civile contro i campi palestinesi e i partiti di sinistra libanesi. Le principali battaglie in cui s'impegnarono fortemente furono: Zahlé, Tell al-Zaʿtar, Shekka e Kūra. A partire dal 1978 hanno contrastato in armi l'invasione delle forze siriane della FAD, specialmente a Beirut e a Zahlé.
Nel 1985, i Guardiani del Cedro si sono opposti alle milizie palestinesi, aggredendo i villaggi cristiani del Libano del Sud. I miliziani che rimasero nella regione raggiunsero in seguito l'Esercito del Libano del Sud filo-israeliano, comandato da Sa'd Haddad e poi da Antoine Lahad.
L'ideologia politica dei Guardiani del Cedro può essere definita sulla scorta del suo Nazionalismo etnico radicale. Nei loro discorsi, il Libano è visto come una nazione mono-etnica dei suoi abitanti sono considerati come discendenti dei Cananei, senza alcun legame etnico con gli Arabi. A loro dire, i Libanesi, e non i Greci, sarebbero alle origini della civiltà occidentale moderna.
Si consideravano insomma destinati a "de-arabizzare" il Libano, ad adottare il dialetto libanese come lingua nazionale, utilizzando l'alfabeto latino, secondo le proposte del poeta e ideologo Saʿīd ʿAql.
Con le loro attività armate in Libano, i Guardiani del Cedro si sono avvicinati a Israele, da cui hanno ricevuto sostegno logistico, finanziario e militare. Hanno sostenuto con forza la necessità di trasferire altrove i Palestinesi del Libano, fin quando di essi non ne fosse più rimasta traccia sul territorio nazionale. Durante la guerra, si sono spinti ad adottare il macabro slogan: «Dovere di ogni Libanese è uccidere [almeno] un Palestinese!» (in arabo على كل لبناني أن يقتل فلسطينياً‎?, ʿalā kulli lubnānī an yaqtala filasṭiniyyan)..
Nel 1989, i Guardiani del Cedro hanno combattuto ancora l’esercito siriano affiancando l'Esercito libanese comandato dal generale Michel Aoun e, un anno dopo, hanno chiesto il ritiro dal Libano dalla Lega Araba.
I cambiamenti politici seguiti agli Accordi di Ta'if hanno indebolito notevolmente i Guardiani del Cedro. Samir Geagea, capo delle Forze Libanesi, catturò Étienne Saqr a causa del suo appoggio al gen. Aoun. Ferito, questi trovò rifugio a Jezzine, una cittadina del Sud Libano, controllata dall'Esercito del Libano del Sud, poi s'insediò in Israele prima di andare in Europa, dopo il ritiro israeliano dalla zona occupata da Tel Aviv in Libano. I Guardiani del Cedro furono messi al bando durante il periodo di occupazione siriana del Libano ed Étienne Saqr fu condannato a morte in contumacia.
I Guardiani del Cedro hanno ritrovato la loro libertà d'azione politica, sotto il nome di Movimento Nazionalista Libanese (MNL), in arabo Ḥarakat al-Qawmiyya al-Lubnāniyya‎?. I suoi quadri hanno sostenuto, a partire 2005 il gen. Michel Aoun, ma esprimono un atteggiamento scettico nei confronti delle relazioni tra Aoun e Hezbollah.

## Struttura militare e organigramma
La milizia dei Guardiani del Cedro ha iniziato a sviluppare lentamente le proprie capacità sin dal 1974 sotto la guida di Ètienne Saqr, al tempo presidente del partito. Ciononostante è solo nel settembre 1975 che la milizia ha fatto la sua prima apparizione pubblica con un comunicato ufficiale. La milizia ha come quartier generale la sede del partito stesso ad Achrafieh ed è guidata personalmente da Saqr. I Guardiani del Cedro contavano inizialmente di 500 uomini e donne addestrati da Kayrouz Baraket, un giovane ufficiale dell'Esercito libanese, ed equipaggiati con armi da fuoco obsolete acquistate sul mercato nero. Sebbene l'appartenenza al partito sia riservata ad aderenti alla Chiesa Maronita, Saqr ha presumibilmente mantenuto una scorta personale composta di libanesi mussulmani sciiti, ma di essi si hanno poche informazioni. Il collasso dell'Esercito libanese nel gennaio 1976 ha permesso a Saqr di reclutare disertori dall'esercito e confiscare dell'equipaggiamento militare pesante dai depositi e dalle stazioni delle Forze di Sicurezza interne libanesi (Internal Security Forces, o ISF) e della Polizia libanese: ciò ha permesso un allargamento dei ranghi della milizia fino a 3.000-6.000 miliziani in uniforme ed equipaggiati con armi leggere moderne. Oltre a ricevere fondi e addestramento dalle Falangi Libanesi e da Al-Tanzim, i Guardiani sostennero di aver ricevuto supporto diretto da Israele fin dal 1974. Essi furono l'unica fazione del Fronte Libanese a non aver mai ricevuto alcun supporto militare dalla Siria, che non sorprende considerando le visioni fortemente anti-siriane del partito.

### Armi ed equipaggiamenti
I Guardiani del Cedro misero in campo una divisione meccanizzata composta di un solo carro armato medio M50 Super Sherman, alcuni veicoli trasporto truppe M113, qualche carro leggero antiaereo M42 Duster e veicoli blindati Bravia Chaimite supportati da autocannoni e pickup equipaggiati con armi pesanti. Questi ultimi consistevano in UAZ-469, Land-Rover Serie III, Santana Serie III (versione prodotta in Spagna della Land-Rover Serie III), Toyota Land Cruiser (J40), Dodge Power Wagon W200, Dodge D series (terza generazione), Jeep Gladiator (J20), GMC Sierra Custom K25/K30, Chevrolet C-10/C-15 Cheyenne e pickup leggeri Chevrolet C-20 Scottsdale, più veicoli industriali medi Chevrolet C-50 e GMC C4500 e camion da carico M34 (2½ tonnellate), armati con mitragliatrici pesanti, cannoni senza rinculo e cannoni anti-aerea.

### Attività e aree operative
In aperto contrasto con altre fazioni cristiane, i Guardiani del Cedro condannarono qualsiasi attività illegale come il traffico di droga, estorsione o razzie, e il loro leader Saqr non ha mai cercato di stabilire un feudo personale ed autonomo. Sebbene i Guardiani sostennero che non hanno incentrato le loro operazioni militari sul campo, essi mantennero delle roccaforti nei quartieri maroniti di Beirut Est, l'adiacente distretto di al-Matn (Laklouk, vicino ad Akoura), il distretto di Batrun (Tannourine), il distretto di Kisrawan (Ayoun es-Simane) e la regione di Jabal Amil (Kfar-Fallus, Jezzin, Marjayoun, Qoley'a, Ain Ebel e Rmeich). Nel maggio 1979 persino si scontrarono con la Milizia delle Tigri (NLP) a Beirut per il controllo dei distretti di Furn esh Shebbak e Ain el-Rammaneh, e per la città di Akoura nel distretto di Jbeil.

## Idee politiche
I Guardiani del Cedro si attengono a diversi credi cardine:
- Il Libano è una nazione antica di etnia unica;
- La popolazione libanese moderna discende dai Fenici;
- La Fenicia fu la patria della civiltà occidentale.

Ciò ha portato i Guardiani a sostenere che il popolo libanese non è arabo. Le conseguenze politiche di questa posizione prevede la "de-arabizzazione" del Libano. Similmente, i fedeli delinearono una distinzione tra ciò che è "arabo" e ciò che è "libanese", mirando a recuperare la definizione enucleata dal filosofo libanese Said Aql. I Guardiani hanno adottato posizioni ostili al Panarabismo, e questa è ritenuta la principale ragione per cui non sono cresciuti come partito al di fuori della comunità maronita in Libano.
Étienne Saqr in persona lottò contro delle forze panarabe in precedenza durante la Crisi libanese del 1958. In quel periodo Camille Chamoun fece entrare il Libano nell'alleanza intergovernativa militare del Patto di Baghdad posto sotto l'egida degli Stati Uniti, ma dovette affrontare una dura resistenza da una enorme fetta del popolo libanese, e ciò portò successivamente al fallimento dell'alleanza.
Dopo un pesante coinvolgimento palestinese nella Guerra civile libanese, i Guardiani hanno coltivato legami con l'Esercito israeliano, ricevendo armi e supporto. Alcuni dei seguaci sostengono che questa fu una collaborazione di necessità, e non un accordo ideologico con gli israeliani. Altri dissentono, sostenendo che tale collaborazione era basata sulla convinzione che ci fosse una comunanza di interessi tra i due paesi. Anche altri milizie affini, come le Falangi libanesi (o Partito Falangista Libanese), il Partito Nazionale Liberale e la Milizia delle Tigri, cooperarono in semi-segretezza con Israele. Questa cooperazione venne successivamente enfatizzata da Saqr il quale disse: "Il potere del Libano è nel potere di Israele, e le debolezze del Libano risiedono nelle debolezze di Israele".
Questa alleanza con Israele ha giocato un ruolo fondamentale nel mettere al bando il partito dei Guardiani del Cedro e nell'espellere i suoi membri che fuggirono perlopiù in Israele. Saqr, che attualmente vive a Nicosia a Cipro, fin da allora ammise che Israele avesse finanziato il gruppo per tutta la sua esistenza, persino prima che il conflitto scaturisse. Saqr è attualmente considerato come un traditore per il Governo libanese, insieme a personalità del calibro di Antoine Lahad che risiede a Tel Aviv in Israele, sotto protezione del Mossad.
Secondo un osservatore militare israeliano, Haim 'Arev, i combattenti dei Guardiani del Cedro erano i migliori e quelli con maggior esperienza tra le milizia che componevano il Fronte libanese. Egli delinea una connessione diretta tra l'ideologia patriottica dei Guardiani e la superiore capacità di combattimento dei suoi combattenti. Egli afferma che mentre i Guardiani rientravano tra i partiti più piccoli della Guerra civile libanese, i suoi uomini e donne idealisti rappresentavano i soldati del miglior calibro. In seguito, nel Libano meridionale, i combattenti dei Guardiani del Cedro avevano una reputazione per essere eccezionalmente motivati e tra i più tenaci combattenti all'interno dei ranghi dell'Esercito del Libano del Sud (ELS).

## Il Fronte dei Guardiani del Cedro
Il Fronte dei Guardiani del Cedro (in inglese Front of the Guardians of the Cedar - FGoC, in arabo الجبهة لحراس الأرز traslitterato Al-Jabhat li-Hurras el-Arz), talvolta noto col suo acronimo arabo "JIHA", fu un raggruppamento di destra e prevalentemente cristiano che apparve nel 1974. Apparentemente una frangia dei Guardiani del Cedro, il Fronte si atteneva a visioni similari a quelle del partito, ma si sa ben poco di questa organizzazione abbastanza piccola. Si stima che il Fronte fosse composto da circa 100 componenti, e che abbia operato prevalentemente nel settore orientale di Beirut nel corso della prima fase della Guerra civile libanese (tra 1975 e 1977), ma non si seppe altro dopo quel periodo. Si presume che siano stati riassorbiti all'interno del partito dei Guardiani del Cedro o dalle Forze Libanesi nel 1977.